# Hålnäsor
Hålnäsor (Nycteridae) är en familj i ordningen fladdermöss. I familjen finns bara ett släkte, Nycteris, med 12 till 16 arter beroende på taxonomi.

## Utbredning
Familjens utbredningsområde är delat i två regioner. De flesta arterna lever i Afrika söder om Sahara. En av dessa arter, Nycteris thebaica, förekommer däremot även i norra Afrika och på Arabiska halvön. Två arter har sitt utbredningsområde i Sydostasien, från Malackahalvön till Bali.

## Anatomi
Öronen är stora och sammanlänkade med en liten hudmembran. Hålnäsor når en kroppslängd av fyra till nio centimeter, en svanslängd av fyra till åtta centimeter och en vikt av 10 till 43 gram. Namnet syftar på en långsträckt fördjupning på nosen. Näsborrarna ligger vid främre delen av sänkan och kring näsborrarna förekommer små hudveck (blad). Arterna har stora öron som är större än andra delar av huvudet. Hålnäsornas svans är helt inbäddad i flygmembranen och den har vid slutet en T-formig struktur.
Lika långa öron i jämförelse till huvudet finns bara hos släktet Laephotis som tillhör familjen läderlappar.
Pälsfärgen är vanligen orange, brun eller grå.
Tandformeln är I 2/3 C 1/1 P 1/2 M 3/3, alltså 32 tänder.

## Levnadssätt
Habitatet varierar mellan arterna, medan några arter som Nycteris aurita föredrar torra regioner som savanner och halvöknar finns andra arter som Nycteris intermedia främst i regnskogar och våt gräsland. Som viloplatser utnyttjar de håligheter i träd, täta bladansamlingar, grottor och bergssprickor, byggnader, men även bon av jordpiggsvin, igelkottar och jordsvin. Vanligtvis vilar de ensamma eller i mindre familjegrupper. För Nycteris thebaica finns berättelser om 600 individer eller fler i samma grotta.

## Föda
Hålnäsor livnär sig huvudsakligen av insekter och spindeldjur, större arter äter även skorpioner. För arten Nycteris grandis är känt att den även äter mindre ryggradsdjur (fiskar, groddjur, fåglar och andra fladdermöss).

## Fortplantning
Det är inte mycket känt om arternas sätt att fortplanta sig. Dräktigheten varierar mellan 2,5 och 6 månader och arter i tropiska områden har oftast en kortare dräktighet. Kanske vilar ägget en tid efter befruktningen, liksom hos andra fladdermöss. Vanligtvis föds bara ett ungdjur som får två månader di. För vissa tropiska arter är bekant att de kan para sig två eller tre gånger per år.

## Hot
Hålnäsor hotas främst genom förstöringen av deras levnadsområde när naturnära regioner blir omvandlade till odlingsmark. Nycteris javanica listas av IUCN som sårbara (vulnerable) och Nycteris tragata som nära hotad (near threatened) men för flera andra saknas tillfredsställande data.

## Systematik
Familjen hålnäsor bildar tillsammans med familjerna storöronfladdermöss (Megadermatidae) och hästskonäsor (Rhinolophidae) överfamiljen Rhinolophoidea.
Här listas de 16 arter som är godkända av IUCN med deras utbredningsområden:
- Nycteris arge, Sierra Leone, Kenya och Angola.
- Nycteris aurita, nordöstra Afrika.
- Nycteris gambiensis, från Senegal och Burkina Faso till Benin.
- Nycteris grandis, Liberia, Kenya och Zimbabwe.
- Nycteris hispida, från Senegal och Somalia till Sydafrika.
- Nycteris intermedia, Elfenbenskusten, Tanzania och Angola.
- Nycteris javanica, Java och Bali.
- Nycteris macrotis, från Senegal och Sudan till Moçambique.
- Nycteris madagascariensis, på Madagaskar.
- Nycteris major, från Liberia till Kongo-Kinshasa.
- Nycteris nana, Elfenbenskusten, Kenya och Angola.
- Nycteris parisii. Kamerun, Etiopien, Somalia.
- Nycteris thebaica, nästan i hela Afrika och på Arabiska halvön.
- Nycteris tragata, Malackahalvön, Sumatra och Borneo.
- Nycteris vinsoni, Moçambique.
- Nycteris woodi, från Kamerun och Somalia till Sydafrika.

Inga fossila hålnäsor var kända fram till 2010-talet. Året 2016 blev släktet Khoufechia beskriven som levde under eocen i regionen som idag är Tunisien.